# Club Social y Deportivo Urunday Universitario
El Club Social y Deportivo Urunday Universitario es un club polideportivo de Uruguay. Su sede y gimnasio se ubica en la Av. Joaquín Suárez 3093, entre Gral. Enrique Martínez y Grito de Asencio, dentro del barrio Bella Vista de Montevideo, pero su zona de influencia es asociada al Prado.
La institución surge en 1978, como resultado de la fusión del Club Atlético Urunday (fundado el 16 de agosto de 1931) y que competía ya en el fútbol de la Liga Universitaria y el Club Universitario del Uruguay (fundado el 13 de marzo de 1946).
En básquetbol actualmente juega en la Liga Uruguaya de Básquetbol (Primera División). El club tiene un título del Torneo Metropolitano (en la temporada 2014, en la que alcanzó el ascenso hacia la Liga Uruguaya). Anteriormente, el equipo se coronó campeón de la Divisional Tercera de Ascenso (en 2010).
En otras disciplinas, en fútbol es uno de los más galardonados dentro del fútbol universitario, siendo el único que compite en todas las categorías de la Liga Universitaria,[cita requerida] ostentando el título de Campeón de la Libertadores Universitaria, logro alcanzado en 1987. 

## Historia

### Antecedentes
Urunday Universitario surgió en 1978, como resultado de la fusión del Club Atlético Urunday (fundado el 16 de agosto de 1931) y el Club Universitario del Uruguay (fundado el 13 de marzo de 1946], pero tanto Urunday como Universitario poseen su propia historia.
En el caso de Urunday, fue originalmente un club de fútbol fundado por un grupo de jóvenes del Colegio Seminario, proviniendo su nombre del Astronium balansae. En 1934 se afilia a la Liga Universitaria de Deportes donde hasta el día de hoy milita en la divisional A. En 1946 se afilia a la FUBB. Entre 1931 y 1946 alquila un sótano, luego se traslada a la calle Santiago de Chile, un tiempo después a Carlos Roxlo estableciendo allí su sede social. En 1946 se traslada a la Avenida Suárez donde alquila la casona que tenía 1.600 m² entre la casa y el terreno. En ese terreno se construye la cancha de básquetbol, de tosca y abierta. En 1965 compra la casa de Suárez para en 1972 realizar una rifa que se llamó: “La gran chica verde” y con lo recaudado construyó el primer gimnasio techando la cancha de básquetbol. También construyó los vestuarios del gimnasio.
Por su parte, el Club Universitario surgió como un club de básquetbol, afiliándose a la Federación Uruguaya de Básquetbol (FUBB) de forma inmediata a su fundación. En 1949 llega a la Tercera División. En 1958 ubicó su cancha de básquetbol en la calle Humaitá y un año después ascendió a la Segunda División. Para la temporada 1963, el Club Universitario del Uruguay logró el ascenso a la Primera División.

### Sus inicios
En 1978 se produce la fusión de estos dos clubes pasándose a llamar Club Social y Deportivo Urunday Universitario.
En más de 70 años de afiliado a la Liga ha sido campeón en 14 oportunidades y en 1987 se consagra campeón en el Campeonato Sudamericano de Clubes Campeones. En 2012 se consagra campeón en la novel categoría premáster de dicha liga.

### Ascenso hacia la Liga Uruguaya
Urunday Universitario tuvo un gran crecimiento en los últimos años, lo cual le posibilitó el ascenso hacia la Primera División del básquetbol uruguayo.
El Torneo Metropolitano de 2009 marcó el descenso del club hacia la Tercera División, última categoría del básquetbol. No obstante, dos años después logró el retornó a la segunda categoría, tras salir campeón de la Divisional Tercera de Ascenso en 2010, siendo el primer título del club.
Años después en 2014, Urunday Universitario logró un segundo título, tras coronarse campeón del Torneo Metropolitano venciendo a Welcome en las finales, logrando así el ansiado ascenso a la Liga Uruguaya de Básquetbol.
En la temporada 2018-2019, el club logra su mejor actuación en primera. Termina en buena posición el torneo clasificatorio, avanza a la liguilla y llega a playoffs. En cuartos de final enfrenta a Trouville en una serie de partidos al mejor de cinco. Trouville ganó los primeros dos, pero luego Urunday Universitario ganó tres veces seguidas y ganó la serie 3-2. En semifinales cayó ante el Club Malvín, también en una serie al mejor de cinco partidos.
En la temporada 2019-20, el club logró un batacazo, al pasar los cuartos de final ante Malvín. En el transcurso de la temporada, Malvín había sido el mejor equipo de la tabla general, clasificando a la liguilla, la cual finalizó primero y clasificó a los Playoffs como el N°1. Por su parte, Urunday Universitario tuvo una mala actuación en la tabla general, debiendo luchar por la permanencia. El segundo puesto entre los seis participantes de dicho torneo reclasificatorio, le permitió entrar como el último clasificado (N.º 8).
Finalmente, Urunday Universitario logró derrotar a Malvín, clasificando a las semifinales. Como el enfrentamiento enfrentaba al mejor equipo de la fase regular contra el último clasificado, la contundente victoria del estudioso ante el club con más Ligas Uruguayas en su haber, fue catalogada como un "batacazo histórico".

## Plantel
| Plantel 2017-18      | Plantel 2017-18   | Plantel 2017-18 | Plantel 2017-18     | Plantel 2017-18 |
| -------------------- | ----------------- | --------------- | ------------------- | --------------- |
| Número               | Nombre de Jugador | Posición        | Fecha de Nacimiento | Altura          |
|                      | Mateo Suárez      | Alero           | 1996-01-26          | 193             |
| 5                    | Diego D'jellatian | Pívot           | 1994-03-04          | 190             |
| 6                    | Federico Miller   | Alero           |                     | 194             |
| 7                    | Kevin Young       | Pívot           | 1984-03-22          | 206             |
| 8                    | Manuel Romero     | Base            | 1992-03-30          | 183             |
| 11                   | Emilio Taboada    | Escolta         | 1982-05-11          | 193             |
| 13                   | Mauro Zubiaurre   | Escolta         | 1994-06-04          | 187             |
| 14                   | Nahuel Galego     | Escolta         | 2000-02-11          |                 |
| 14                   | Santiago Machado  |                 |                     |                 |
| 14                   | Brian Silva       |                 |                     |                 |
| 15                   | Mateo Pérez       | Escolta         | 2000-04-05          |                 |
| 20                   | Ignacio Morena    | Base            | 2000-01-29          | 180             |
| 22                   | Dion Dixon        | Base            | 1989-12-24          | 190             |
| 24                   | Federico Álvarez  | Alero           | 1988-02-09          | 195             |
| 35                   | Diego Soarez      | Pívot           | 1987-07-16          | 205             |
| 54                   | Brian Craig       | Pívot           | 1979-03-08          | 206             |
| 55                   | Agustín Fontes    |                 | 2000-06-22          | 190             |
| Extranjeros cortados |                   |                 |                     |                 |
| 22                   | Carl Elliott      | Base            | 1983-04-09          | 193             |
| 55                   | Jonathan Thompson | Pívot           | 1990-12-11          | 193             |
| Cuerpo técnico       |                   |                 |                     |                 |
|                      | Héctor Da Pra     | Entrenador      | Entrenador          | Entrenador      |
|                      | Mauricio González | Asistente       | Asistente           | Asistente       |

## Palmarés en básquetbol

### Torneos nacionales
| Competición                   | Títulos | Subcampeonatos |
| ----------------------------- | ------- | -------------- |
| Torneo Metropolitano          | 2014    |                |
| Divisional Tercera de Ascenso | 2012    |                |
|                               |         |                |
|                               |         |                |
|                               |         |                |

- 2014, Torneo Metropolitano.
- 2012, Divisional Tercera de Ascenso.

Torneo metropolitano 2023 (Uruguay)

## Otros deportes
Urunday Universitario participa desde sus orígenes en la Liga Universitaria de Fútbol. En 1987 fue campeón de la Copa Libertadores Universitaria.
En años recientes agregó el nivel formativo de baby fútbol en la cancha del antiguo club Mauá.
En natación, el club cuenta con planteles de competencia en varias categorías y ofrece enseñanza y entrenamiento en sus 3 piscinas.